# Georges-Émile Lebacq
Georges-Émile Lebacq est un peintre belge né à Jemappes (Mons) le 26 septembre 1876 et mort à Bruges le 4 août 1950.

## Biographie

### Une jeunesse à l'avant-garde
Georges-Émile Lebacq fréquente l'atelier de Louis Reckelbus (1864-1958), son ami, aquarelliste et graveur qui deviendra conservateur du Groeningemuseum à Bruges. Il est ensuite élève de l'Académie Julian à Paris en 1920 avec comme maîtres les peintres Adolphe Déchenaud et Henri Royer.
Mais Georges-Émile Lebacq commence à peindre en 1896, principalement des portraits. Il publie en même temps des poèmes dans la toute jeune revue avant-gardiste Le Coq rouge, revue Symboliste créé par Georges Eekhoud, écrivain flamand francophone, Eugène Demolder, écrivain, Louis Delattre, médecin et auteur belge Hubert Krains écrivain et militant wallon et Emile Verhaeren poète et écrivain. Il y rencontre James Ensor qui signe quelques articles et éditoriaux toniques dans le sens de la revue, Maurice Maeterlinck, Francis Nautet et Hubert Stiernet.
En 1899, il participe à la création de la revue Le Thyrse à Bruxelles (du nom d’un attribut dionysiaque célébré par Baudelaire dans Le Spleen de Paris) . Il fait partie du comité de rédaction avec André Baillon, Émile Lejeune, Pol Stievenart, Léopold Rosy, Fernand Urbain et Charles Viane et écrit des articles sur la peinture et des poésies Il côtoie à nouveau le poète Émile Verhaeren, l’écrivain Camille Lemonnier (qui a parrainé Le Thyrse), Hubert Krains, Jules Destrée, écrivain et homme politique et bien d’autres. Il publie durant cette période deux recueils de poésies : Nuits Subversives en 1897, série de poèmes en prose dans le style hermétique et Irrésolvables en 1899, recueil de nouvelles poétiques.

### À la recherche des paysages ensoleillés
Après avoir hésité un temps entre une carrière d’écrivain et de poète et celle de peintre, il quitte Le Thyrse en 1907 pour se consacrer entièrement à la peinture.
Il voyage alors avec sa femme et ses enfants en Algérie, en Italie, notamment à Venise, au Moyen-Orient, et se fixe en France à Cagnes-sur-mer où il rencontre le peintre cannois Louis Pastour (1876-1948) et se lie d’amitié avec lui. Il séjourne à la villa des Orchidées non loin du domaine des Collettes, oliveraie qu'achètera Pierre-Auguste Renoir le 28 juin 1907 pour la sauver de l'abattage. Il peindra principalement en France même si durant toute sa vie il reviendra, lors de brefs passages en Belgique, particulièrement en Flandre pour y peindre. Une dernière fois après la Seconde Guerre mondiale, il rejoindra Bruges et y finira sa vie. Il est enterré dans le cimetière de Wenduine sur la côte flamande.
Alors que ses premières œuvres (principalement des portraits) sont empreintes de classicisme dans le style des peintres de la fin du XIXe siècle, ses œuvres de la période 1907-1920 sont des œuvres résolument post-impressionnistes. C’est le cas d’œuvres comme Femme assise dans une allée (1918, Beaux-Arts Mons), Lumière d'été à Cagnes sur mer (vers 1918, collection particulière[réf. nécessaire]) ou Le Repos en Terrasse (collection particulière[réf. nécessaire]). Après cette période il reviendra à des œuvres post-impressionnistes plus classiques.

### La Grande Guerre
Arrive la Première Guerre mondiale. En 1915, le peintre est engagé volontaire. Il rejoint Calais, puis en 1917 il est attaché à l'État-Major à La Panne (Grand Quartier-Général) en tant que peintre de l'Armée dans la Section artistique de l'armée belge en campagne. Ils seront ainsi 26 artistes dont notamment Fernand Allard l'Olivier, Alfred Bastien, Léon Huygens, Armand Massonet et Pierre Paulus.
Il participe pendant la guerre à l'Exposition des peintres du front belge (Suisse, 1917).
Il sort de cette guerre éprouvé. À son retour à Bruges, il retrouve son atelier saccagé, treize années de travail anéanties, ses toiles, ses dessins, ses eaux-fortes volés par les Allemands en 1915. Un carnet de 93 croquis ainsi qu'une peinture à l'huile sur carte postale furent mises aux enchères lors d'une vente à Hambourg en octobre 2006.
Il se remet pourtant à peindre avec une palette toute neuve et l'ambition de devenir peintre d'église.

### «Le peintre de l'harmonie douce»
C'est ainsi que le définissait un critique d'art.
Travaillant l'aquarelle, la sanguine, le pastel, le fusain (« C'est le fusain qui m'a appris à peindre » disait-il toujours[réf. nécessaire]), on lui doit des œuvres telles qu’Abandon, pour laquelle il obtient le prix du jury du Salon des artistes français de 1927, Rue du Corbeau, Vieilles maisons à Furnes ou encore La Femme au miroir. Il exposera en effet longtemps, avant la dernière guerre, au Salon des artistes français au Grand Palais (Paris).
Georges-Émile Lebacq est l'ami d'Hubert Krains et d'Hubert Stiernet pour lequel il illustre certains contes.
Au travers de nombreuses lettres, Hubert Stiernet lui écrit notamment : « Travaille mon grand : travaille. Accroche toi à la couleur et ne vise pas dans les nuages : les Wallons sont timides devant la première et téméraires devant les seconds. Fais bien mes compliments au doux St. François et dis aux pommiers de ton clos qu'ils ne feront jamais de si belles pommes que celles qui poussent au bout de ton pinceau ! »[réf. nécessaire].
En France, Georges-Émile Lebacq fréquente Denys Puech, sculpteur français, directeur de la villa Médicis à Rome de 1921 à 1933 et élu membre de l'Académie des beaux-arts en 1905. Il fréquente aussi le chanteur d'opéra Charles Panzéra (1896-1976) avec lequel sa fille, Henriette, prend des cours de chant. Il lui dédiera un vitrail, Portrait de Panzéra[réf. nécessaire].
Lors de l'exposition de novembre 1923 à la galerie du Journal à Paris, Denys Puech écrit de lui :
« J'écris avec plaisir ces quelques lignes à la première page du catalogue de l'exposition Georges Lebacq, afin de le présenter au lecteur et de lui dire la joie que j'ai éprouvée devant les œuvres de cet artiste trop modestement retiré dans le silence et l'étude. La Princesse Gagarine Stourdza découvrit Lebacq. C'était à Cannes en 1911. Il venait demander à la Présidente de l'association des Beaux-Arts de cette jolie ville, d'accepter un de ses tableaux à la prochaine exposition : Le Mas abandonné, toile toute tremblante et cependant déjà si parlante. Il exposa depuis dans ce petit salon de l'accueillante cité, habituée aux audaces les plus imprévues, où un groupe d'artistes épris de lumière et de vie charment, chaque hiver, par leurs œuvres, l'élégante population d'hivernants venus de tous les coins du monde. Ses succès y furent nombreux. Des études de Bruges et de l'Artois y furent admirées pour leur richesse de tons et leur exquise sensibilité… Nos chers alliés les Belges, ont en Georges Lebacq un artiste de race qu'ils pourront compter un jour au nombre de leurs plus pures gloires. »
Une rétrospective eut lieu au musée des beaux-arts de Mons en 1957. De nombreuses œuvres, dont le fonds d'atelier du peintre, est conservé au Beaux-Arts Mons.

## Collections publiques
En Belgique
- Bruxelles :
  - Musée royal de l'armée et de l'histoire militaire ;
  - Musées royaux des beaux-arts de Belgique.
- Mons, Beaux-Arts Mons.

En France
- Senlis, musée de la Vénerie.
- Cagnes-sur-Mer :
  - château Grimaldi ;
  - Musée Renoir.

## Œuvres

### Période belge

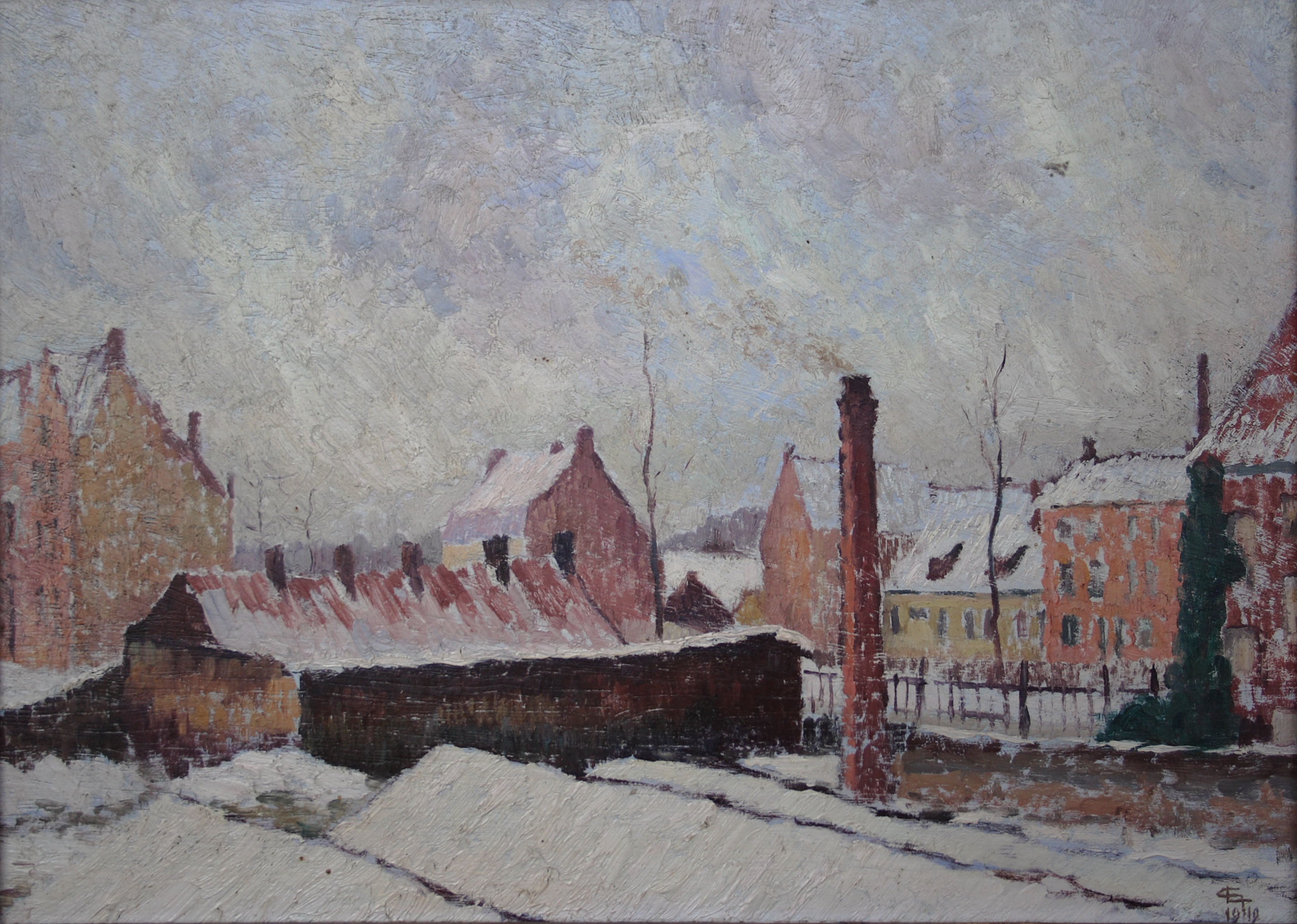
Neige à Bruges (1919), huile sur bois,, localisation inconnue.

De Furnes écrit en 1933 : « L'hiver a chez nous un caractère très particulier et en Flandre, le ciel parait plus grand sur les polders à ras d'horizon où les maisons coloriées dépassent de si peu la terre toute départagée par des lignes de saules à grosses têtes ».
- Petite dune (Wenduyne sur mer (Wenduine) - Flandre), localisation inconnue[réf. nécessaire].
- Une ferme en Flandre, collection particulière[réf. nécessaire].
- Pignon à Reninghe (Flandre), localisation inconnue[réf. nécessaire].
- La Rue du Corbeau (Bruges-Flandre), localisation inconnue[réf. nécessaire].
- Neige (Bruges - Flandre), esquisse, collection particulière[réf. nécessaire].
- Chaland à Bruges (Bruges-Flandre), dessin, localisation inconnue[réf. nécessaire].
- Canal à Bruges (Bruges-Flandre), pastel, Beaux-Arts Mons.
- À Knocke (Knocke-Flandre), dessin, localisation inconnue[réf. nécessaire].

### Période provençale
Dès 1906, Lebacq séjourne à Antibes et à Cagnes-sur-Mer à la villa des Orchidées, toute proche
du domaine de Pierre-Auguste Renoir, les Collettes. Il réalise de nombreux fusains, aquarelles et toiles des oliviers, de l'oliveraie, de Cagnes et de sa région.
- Rochers - Matinée, La Bocca (Alpes Maritimes), Beaux-Arts Mons.
- L'Olivier - Cros-de-Cagnes (Alpes Maritimes), Cagnes-sur-mer, musée Renoir.
- Lumière d'été à Cagnes-sur-Mer', collection particulière[réf. nécessaire].
- Sous les Oliviers - Cros-de-Cagnes (Alpes Maritimes), Cagnes-sur-mer, château Grimaldi.
- Nuage sur les Collettes, Cagnes-sur-mer, château Grimaldi.
- La Jarre Bleue - Cagnes sur Mer (Alpes Maritimes), Bruxelles, musée royal de l'armée et de l'histoire militaire.
- À Cros-de-Cagnes (Alpes Maritimes), 1914[15], collection particulière[réf. nécessaire].
- Femme assise dans une allée, Beaux-Arts Mons.
- Nuit (Saint-Paul-du-Var), dessin et pastel, collection particulière[réf. nécessaire].

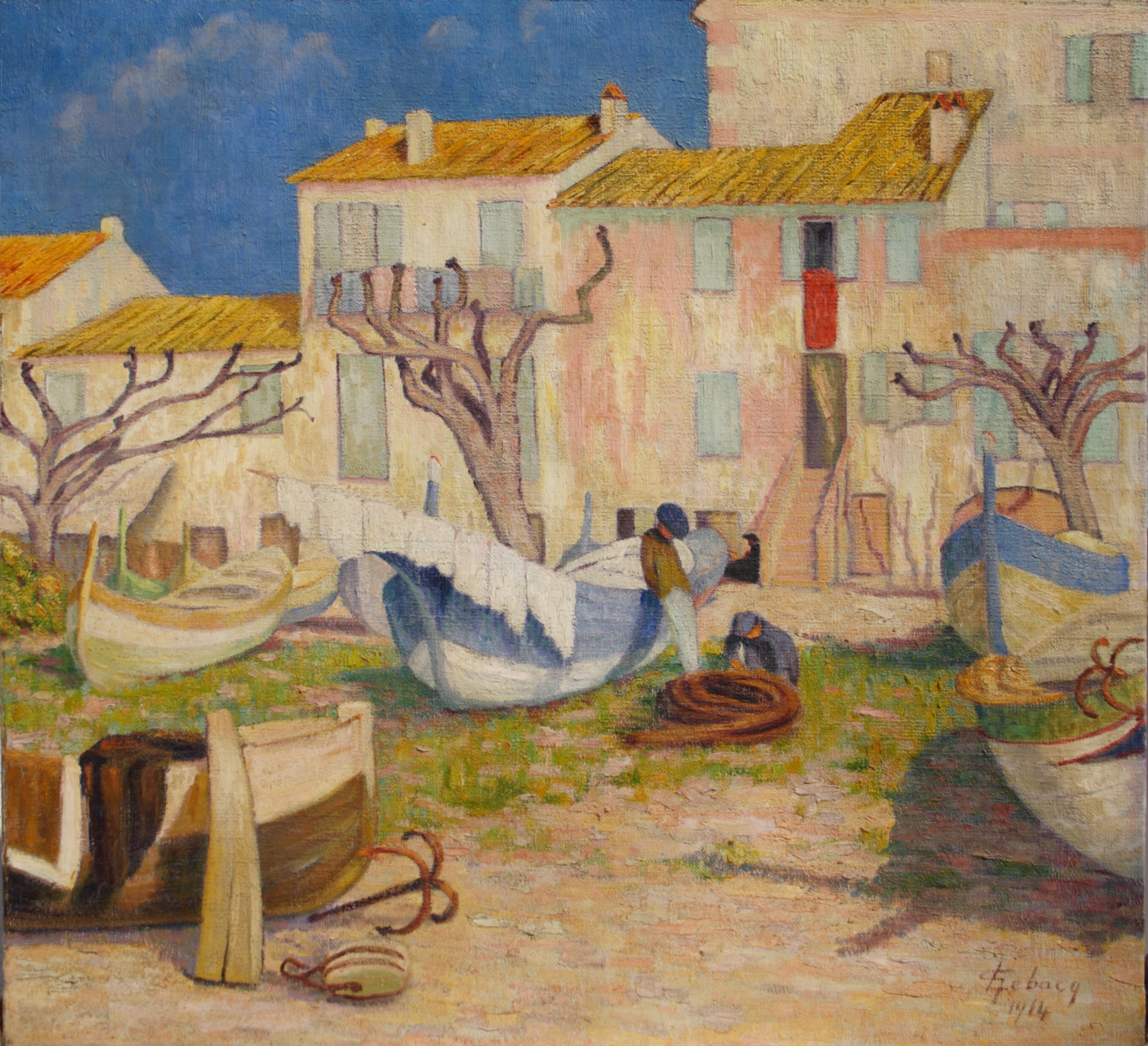
À Cros-de-Cagnes (1914), huile sur toile, 69,5 × 74,5 cm, localisation inconnue.
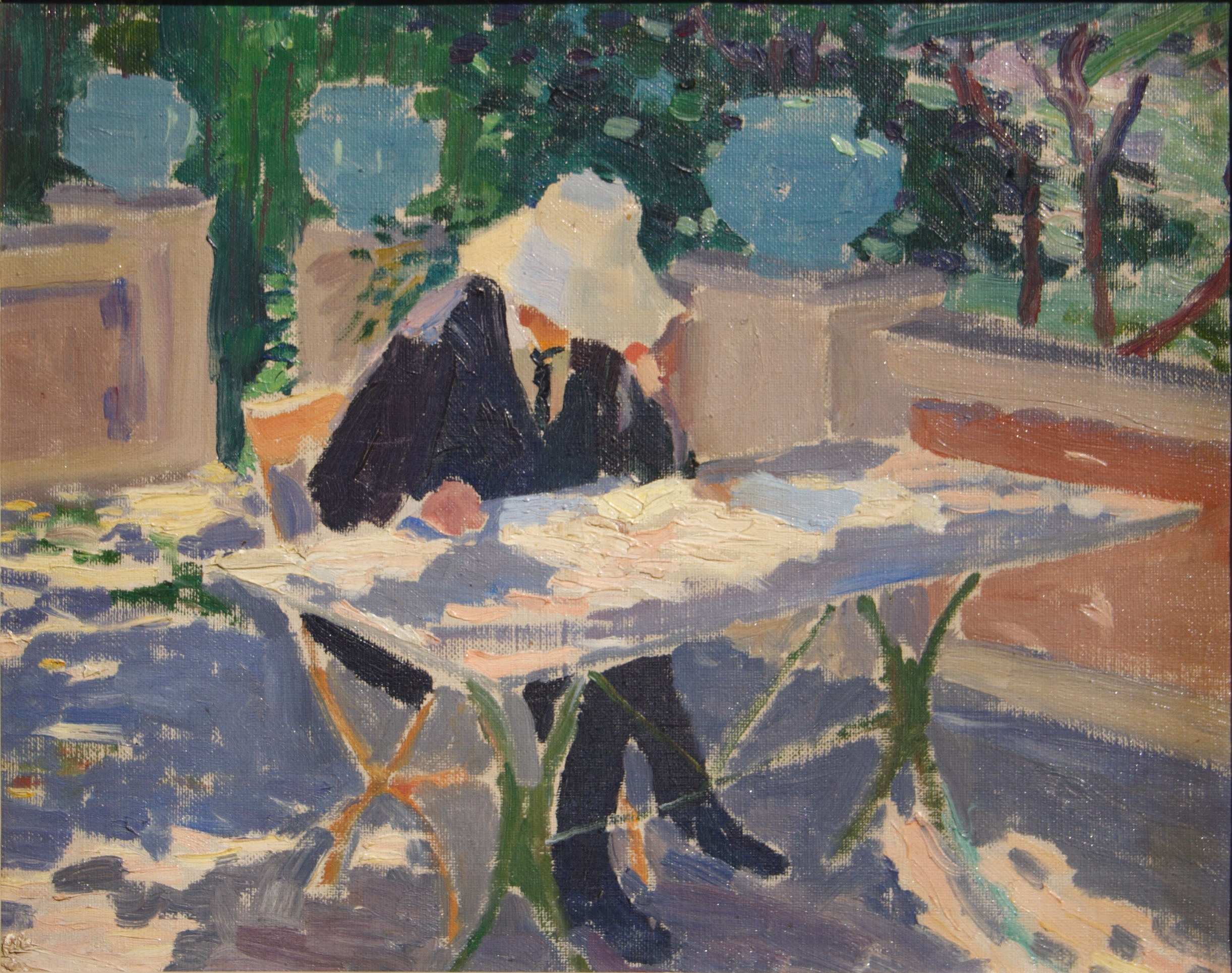
Lumière d'été à Cagnes-sur-Mer (vers 1918), huile sur toile, 28 × 35,2 cm, localisation inconnue.

### Retour en Belgique durant la Première Guerre mondiale
Lebacq compose de nombreuses peintures et surtout des fusains sombres inspirés de la guerre dans la région d'Ypres.
- La Maison bombardée, 1917 (Ferme en Flandre Occidentale sur le Front de l'Yser), collection particulière[réf. nécessaire].
- Front de l'Yser en 1917 (Flandre), collection particulière[réf. nécessaire].
- Ruines à Reninghe, 1917 (Flandre), collection particulière[réf. nécessaire].

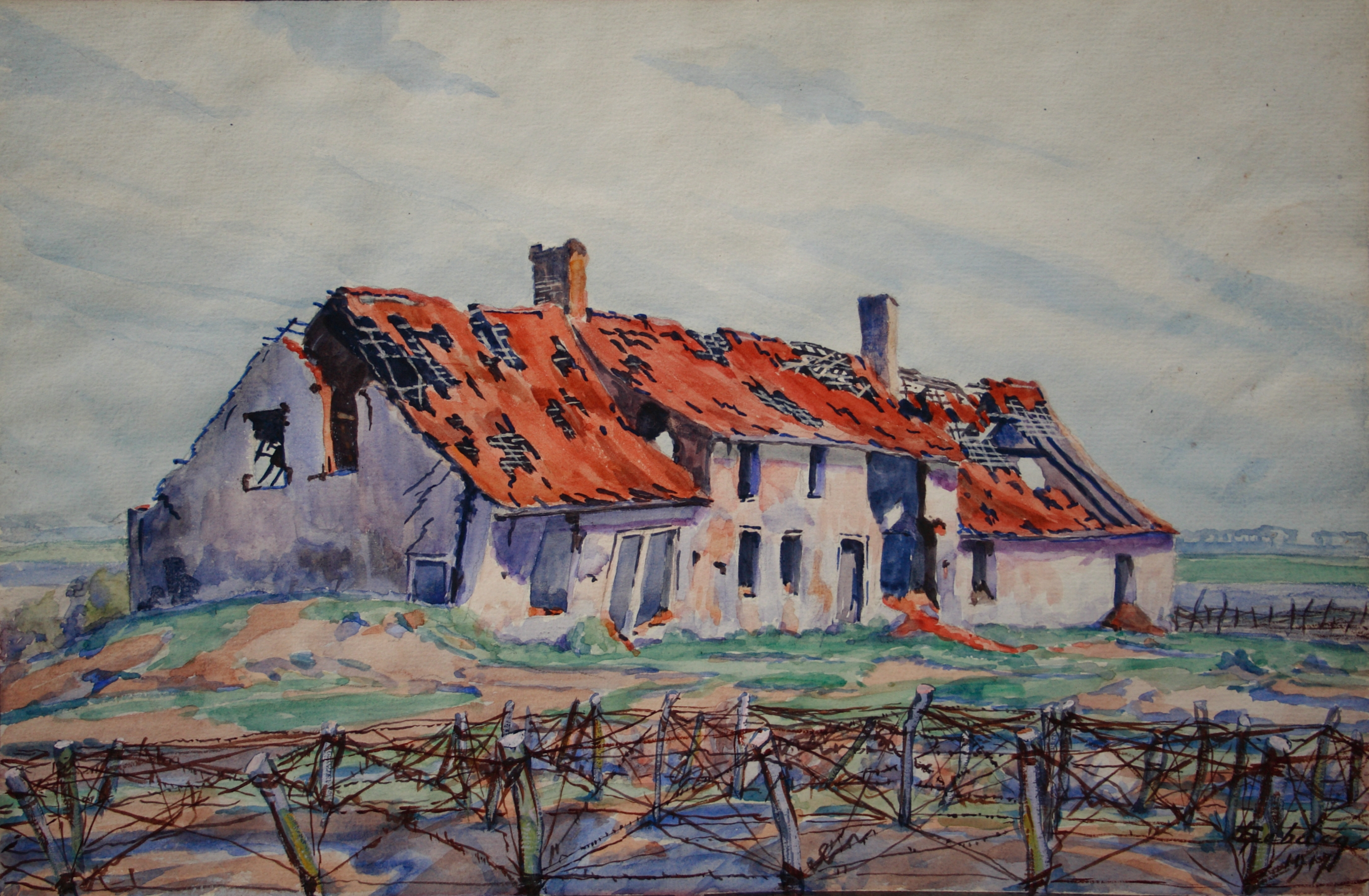
La Maison bombardée (1917), aquarelle sur carton, 26 × 39 cm, localisation inconnue.
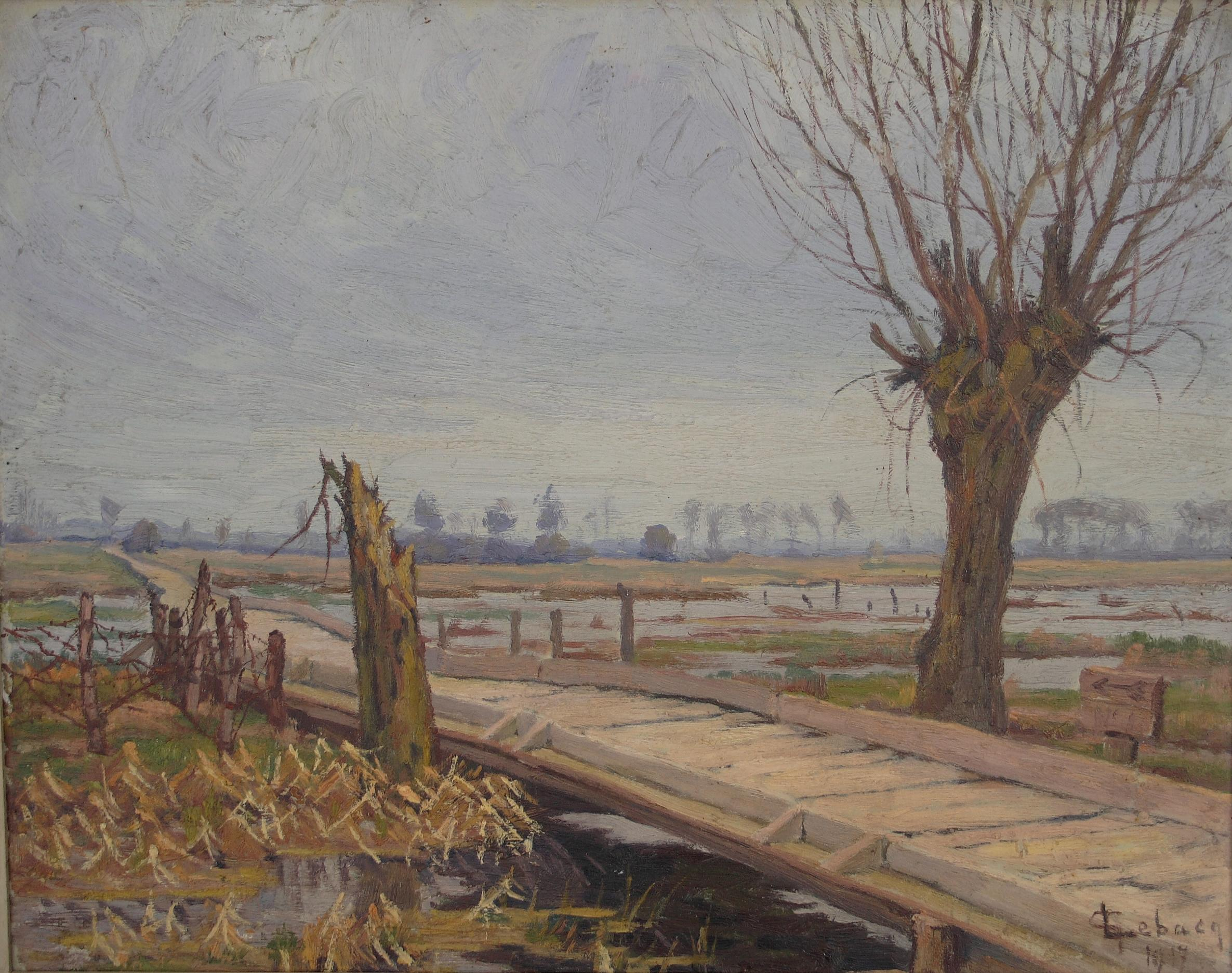
Front de l'Yser (1917), huile sur bois, 32,5 × 41 cm, localisation inconnue.
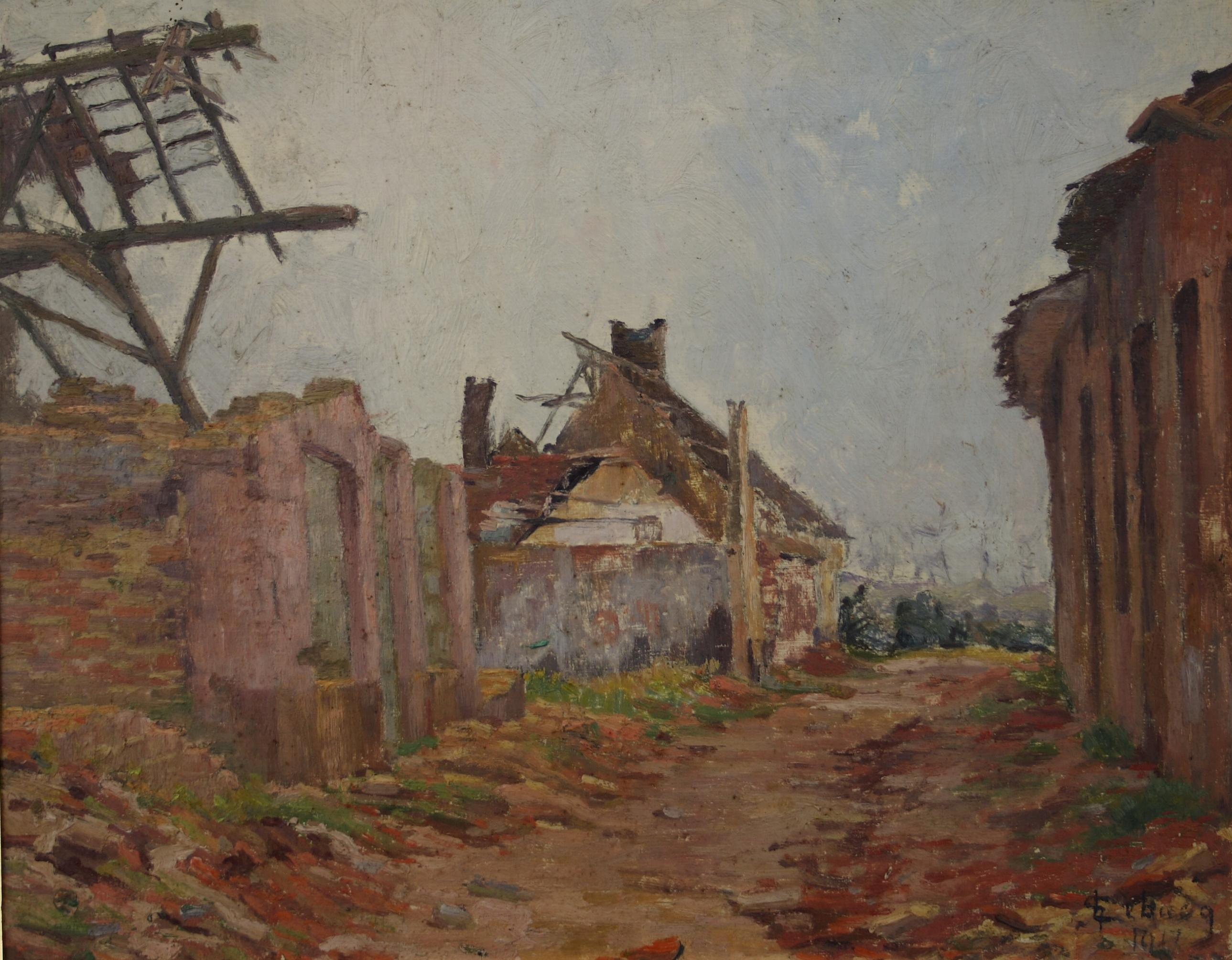
Ruines à Reninghe (1917), huile sur toile, 38 × 55 cm, localisation inconnue.

### Départ pour la France après la guerre

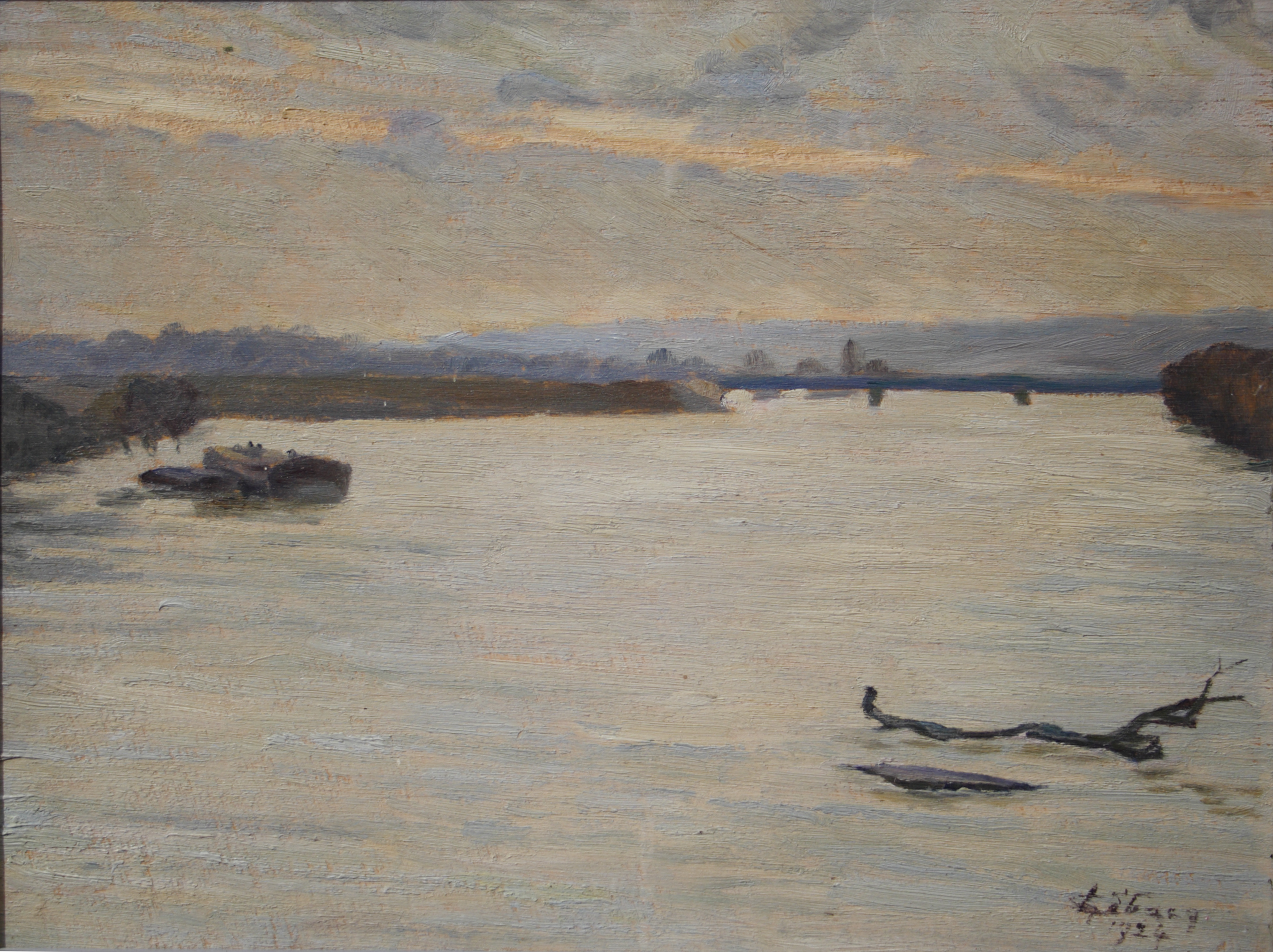
L'Inondation - La Seine à Vaux le Pénil (Seine et Marne) (1924), huile sur bois,, collection particulière.

Lebacq s'installe à Vaux-le-Pénil près de Melun (Seine-et-Marne).
- L'Inondation - La Seine à Vaux le Pénil (Seine et Marne), collection particulière[réf. nécessaire].
- Le Chemin de la Mare des Champs (Vaux le Pénil), localisation inconnue[réf. nécessaire].
- Saint-Liesne (Vaux le Pénil), localisation inconnue[réf. nécessaire].
- Coin de Parc (Vaux le Pénil), Bruxelles, musée royal de l'armée et de l'histoire militaire.
- La rue Couvet (Vaux le Pénil), esquisse, localisation inconnue[réf. nécessaire].
- Soir (Vaux le Pénil), localisation inconnue[réf. nécessaire].

### ÀChamant
À Chamant (Oise) près de Senlis.

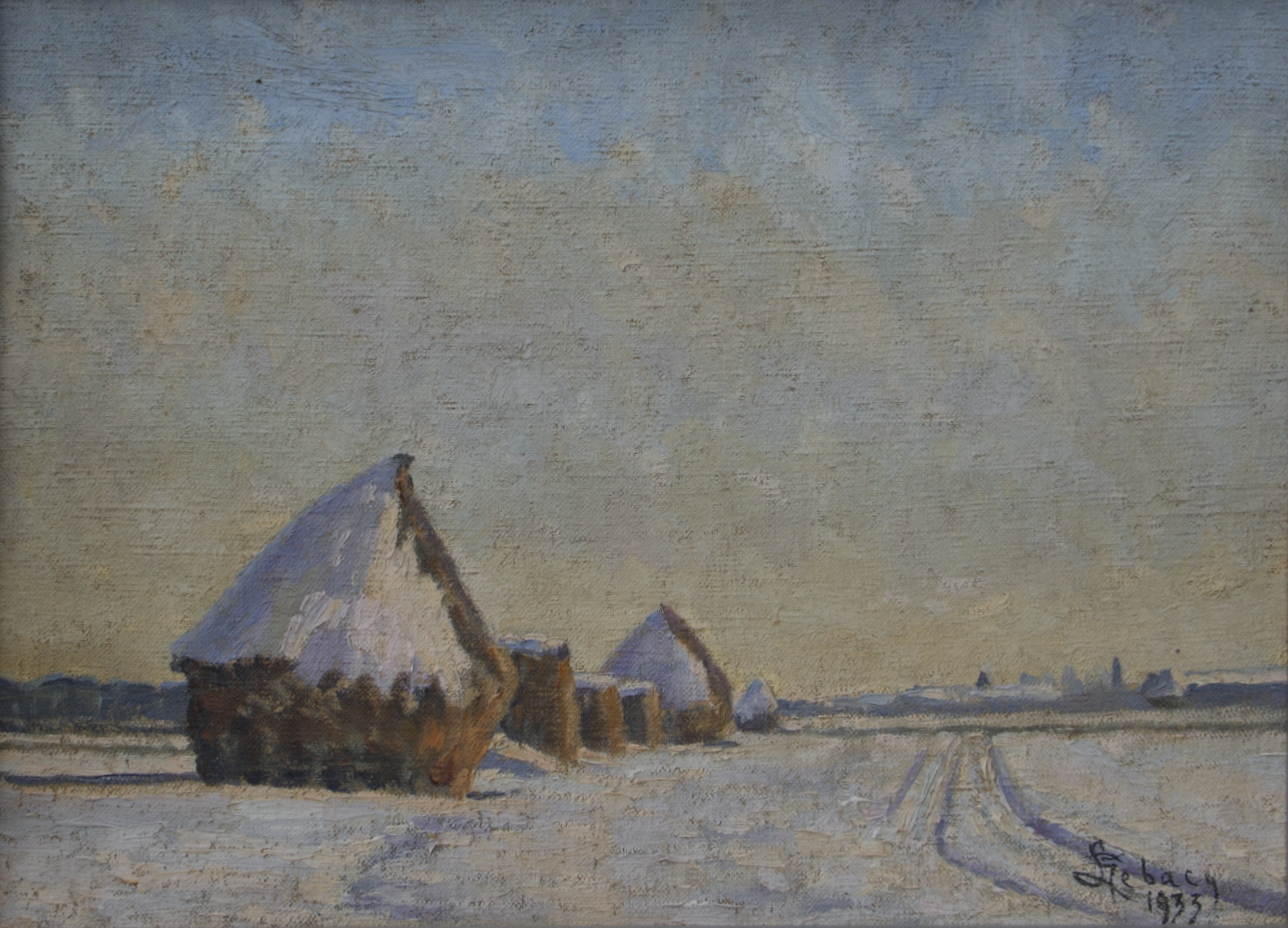
Meules à Chamant (Oise) en Hiver (1928), huile sur toile,, localisation inconnue.

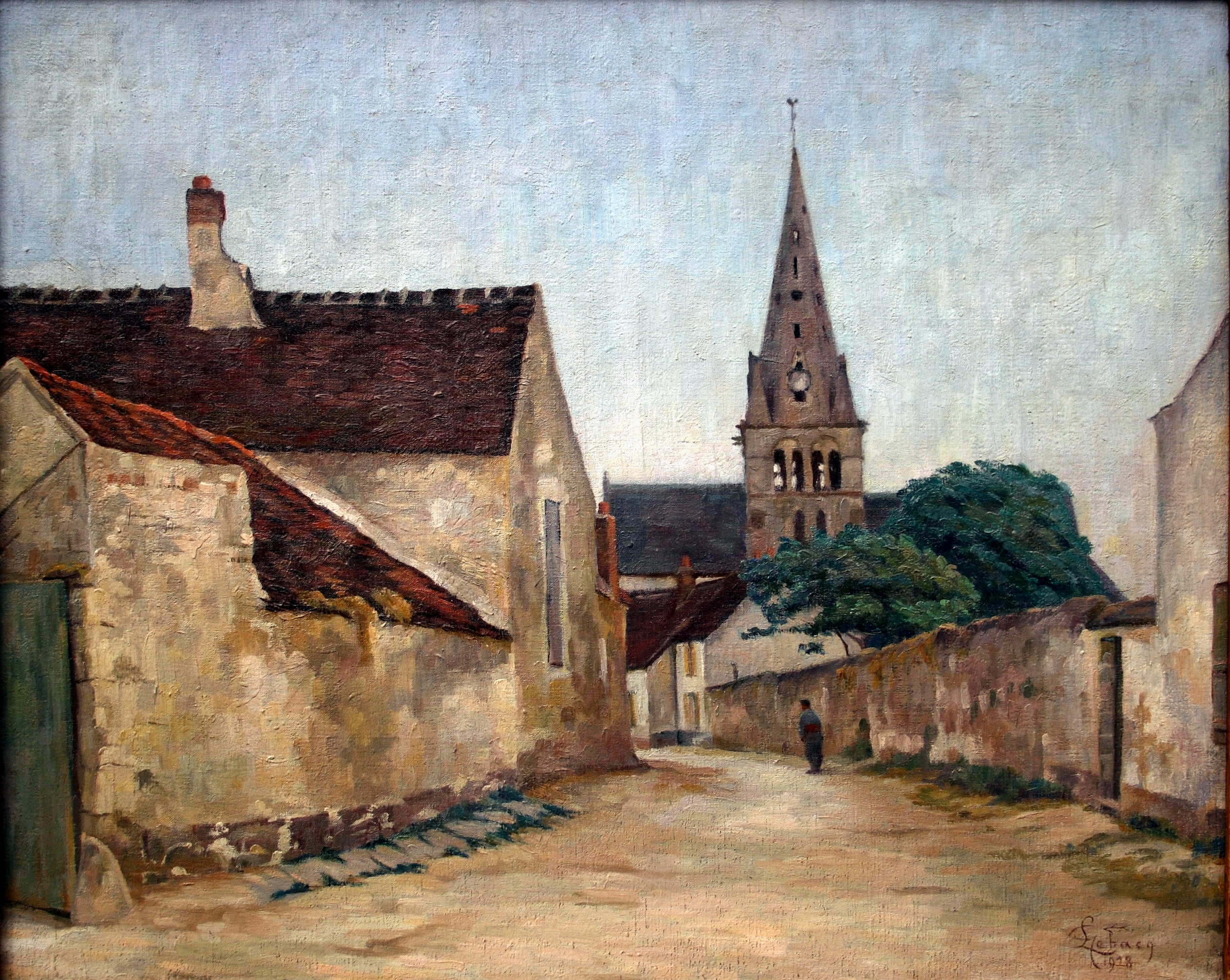
Soir à Chamant (Oise) (1928), huile sur toile,, localisation inconnue.

- Abandon (Chamant - Oise), collection particulière[réf. nécessaire].
- La Meule - Temps Gris à Chamant (Chamant - Oise)
- Rue - (Chamant - Oise), collection particulière[réf. nécessaire].
- La Mare Forêt d'Halatte (Oise), collection particulière[réf. nécessaire].
- À la Corne du Parc - Soir à Chamant (Chamant - Oise), localisation inconnue[réf. nécessaire].
- Meules au soleil (Chamant - Oise), localisation inconnue[réf. nécessaire].
- Conte de Fées - Forêt d'Halatte (Oise), localisation inconnue[réf. nécessaire].
- Route - Balagny (Oise), localisation inconnue[réf. nécessaire].
- Le Miroir d'eau - Château d'Ognon (Ognon - Oise), Senlis, musée de la Vénerie.
- Silence - Château d'Ognon (Ognon - Oise), localisation inconnue[réf. nécessaire].
- Poème d'Automne dans le Parc du Château d'Ognon (Ognon - Oise), localisation inconnue[réf. nécessaire].
- Effet de Neige (Chamant - Oise), localisation inconnue[réf. nécessaire].
- Le Braconnier (Forêt d'Halatte), localisation inconnue[réf. nécessaire].
- Place de Saint Frambourg (Senlis - Oise), dessin, Senlis, musée de la Vénerie.
- La Rue de la Tonnellerie (Senlis - Oise), dessin, Senlis, musée de la Vénerie.
- Escalier dans le parc d'Ognon (Ognon - Oise), dessin, Senlis, musée de la Vénerie.
- Meules et chemin à Chamant, dessin, Senlis, musée de la Vénerie.
- Escalier dans le jardin d'Ognon (Ognon - Oise), dessin, Senlis, musée de la Vénerie.

### Séjour en Bretagne
À Saint-Jacut-de-la-Mer, près de Saint-Malo.
- Pointe de la Goule aux Fées (Saint-Enogat - Ille-et-Vilaine), collection particulière[réf. nécessaire].
- Vaguelettes - Saint Jacut - Ille-et-Vilaine, collection particulière[réf. nécessaire].
- Le Port de Saint Jacut - Ille-et-Vilaine, collection particulière[réf. nécessaire].
- Les Ebiens - Saint-Jacut - Ille-et-Vilaine, collection particulière[réf. nécessaire].

### Période Quercynoise

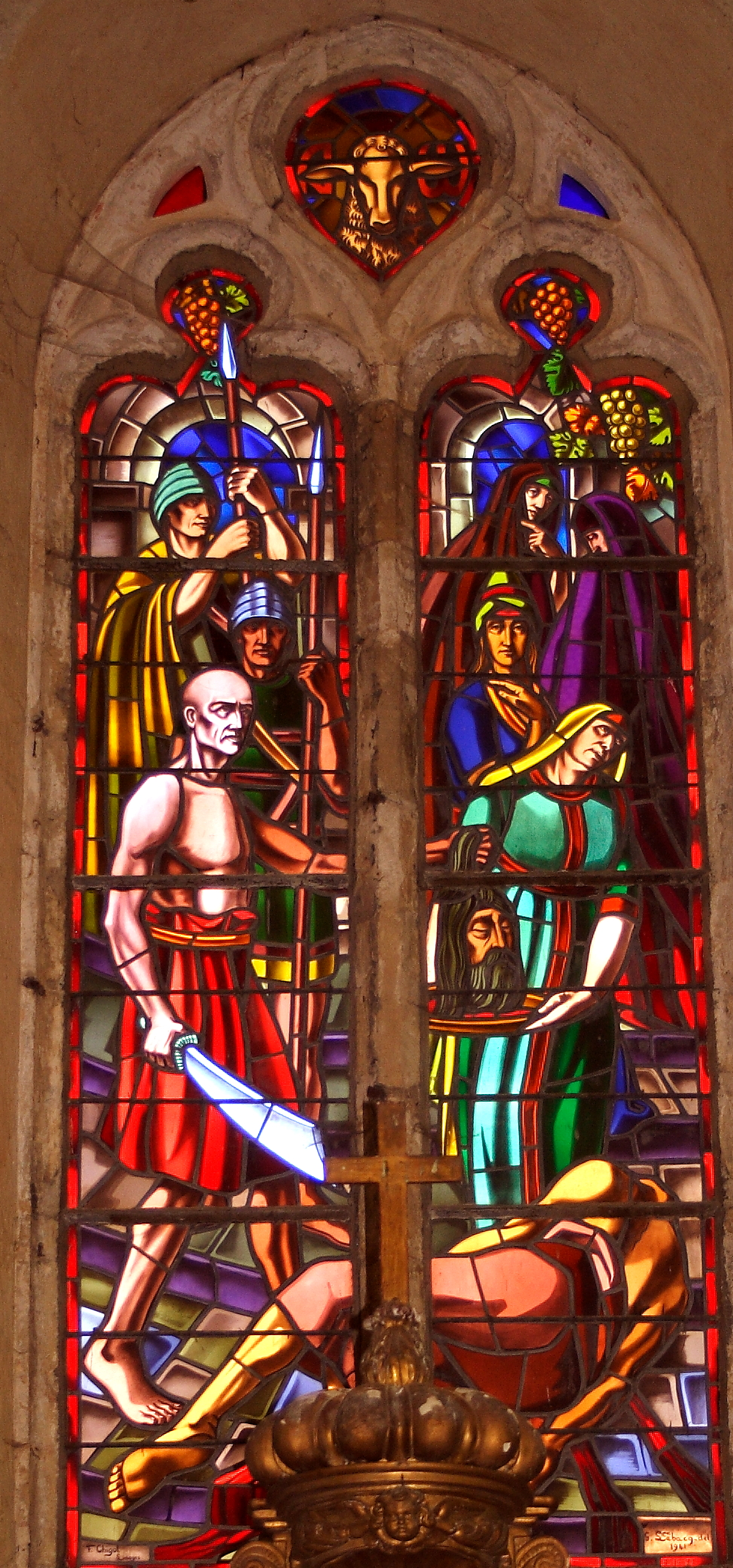
La Décollation de Saint Jean le Baptiste (1941), vitrail du maître-autel de l'église de Goudou.

À Gourdon (Lot) et Carennac (Lot). Pour les nombreuses toiles qu'il peint dans le Lot et la Dordogne, Georges Émile Lebacq sera surnommé le « peintre du Quercy »[réf. nécessaire].
- Chemin à (Carennac - Lot), collection particulière[réf. nécessaire].
- Le Cloître (Carennac - Lot), collection particulière[réf. nécessaire].
- Le Pont de Carennac (Lot), localisation inconnue[réf. nécessaire].
- Le Vieil escalier (Carennac - Lot), Beaux-Arts Mons.
- L'Hôte invisible (Carennac - Lot), Beaux-Arts Mons.
- Dordogne - Vue sur Castelnau Bretenoux (Lot), localisation inconnue[réf. nécessaire].
- Une rue à Gourdon (Lot), localisation inconnue[réf. nécessaire].
- Roland, Saint Louis, Jean le Bon, Charles le Bel, Philippe d'Alsace, Henri II, Blanche de Castille, Louis XI, Marie de Luxembourg, décoration de la basilique de Rocamadour.
- Vitraux de l'église de Creysse.
- La Décollation de Saint Jean le Baptiste, 1941, vitrail du maître-autel de l'église de Goudou.
- Saint Martin partageant son manteau, vitrail du maître-autel de l'église de Mayrac.

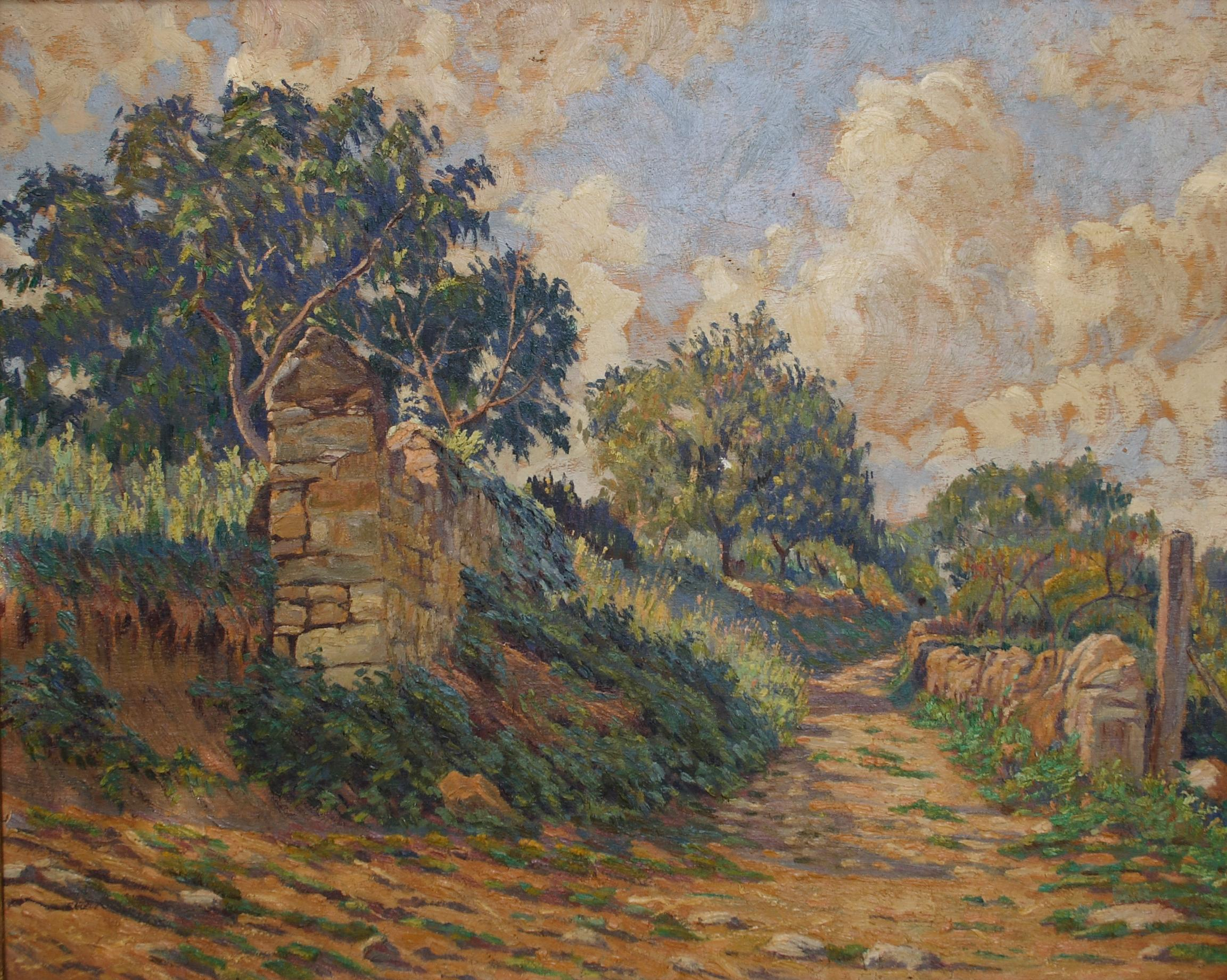
Chemin à Carennac (Lot) (vers 1933-1935), huile sur bois, 32,5 × 41 cm, collection particulière.
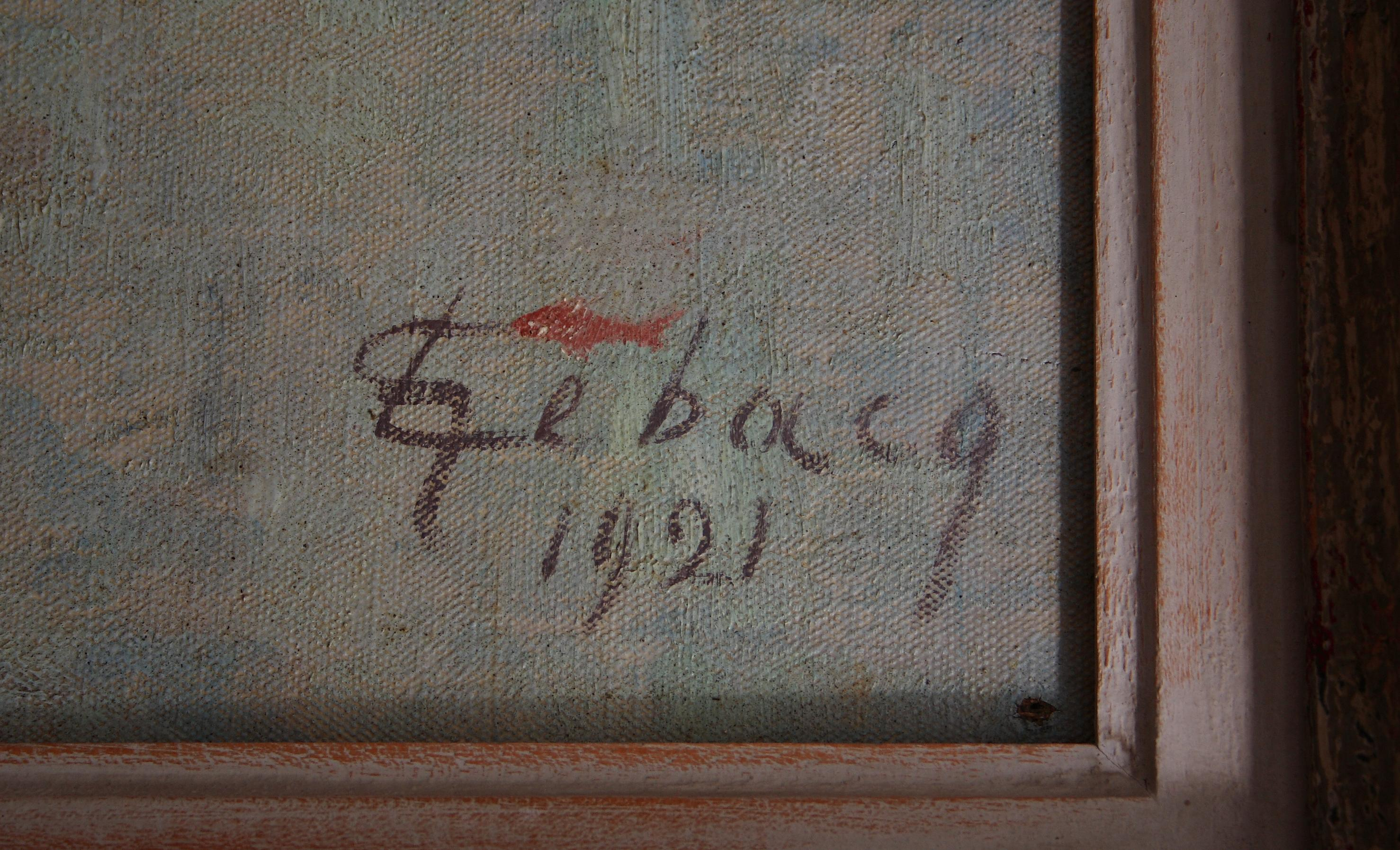
Signature de Georges Émile Lebacq (1921), œuvre non référencée.

Adepte du christianisme, le peintre signait certaines de ses toiles en y ajoutant le signe du poisson des premiers chrétiens, l'Ichtus en grec ancien, code secret des chrétiens persécutés dans l'antiquité.

### Natures mortes

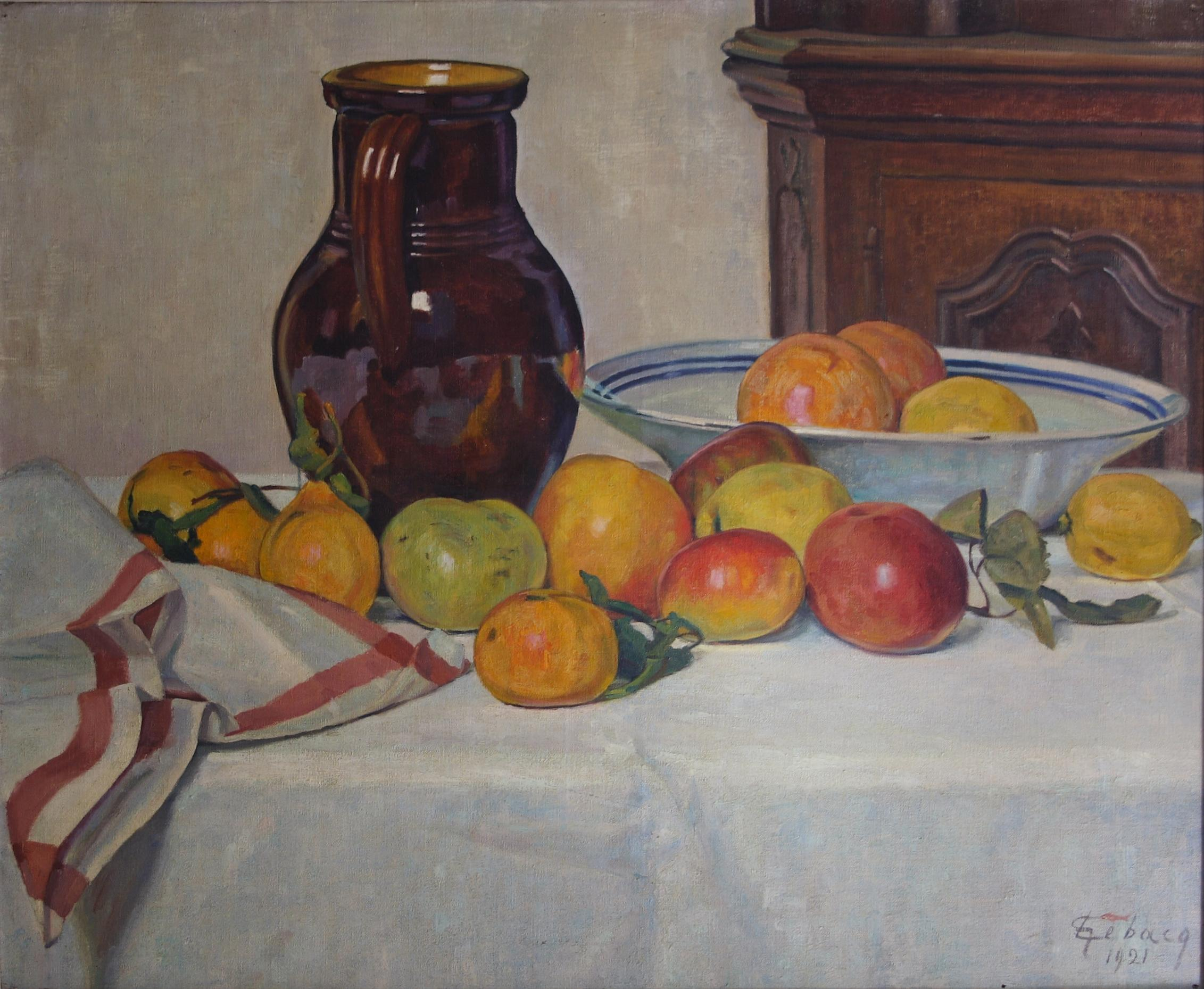
Fruits (1921), huile sur toile,, collection particulière.

- La Théière bleue, localisation inconnue[réf. nécessaire].
- Cuivre et pommes, localisation inconnue[réf. nécessaire].
- La Théière noire, localisation inconnue[réf. nécessaire].
- Le Monstre, Beaux-Arts Mons.
- La Nappe à carreaux, localisation inconnue[réf. nécessaire].
- Pâtissons, localisation inconnue[réf. nécessaire].
- Courges et aubergines, localisation inconnue[réf. nécessaire].
- Pommes (coin de table), localisation inconnue[réf. nécessaire].
- Deux pommes, localisation inconnue[réf. nécessaire].
- La Pie morte, collection particulière[réf. nécessaire].
- La Belle pêche, localisation inconnue[réf. nécessaire].
- Le Confiturier ancien, localisation inconnue[réf. nécessaire].
- Fruits, collection particulière[réf. nécessaire].
- Pommes et fèves, localisation inconnue[réf. nécessaire].

### Portraits
- Le Portrait bleu, Beaux-Arts Mons.
- Portrait (étude), Beaux-Arts Mons.
- Portrait de M.M., chanoine d'Assises, Beaux-Arts Mons.
- Autoportrait, collection particulière[réf. nécessaire].
- Autoportrait dans son atelier avec sa palette et sa blouse, Bruxelles, musée royal de l'armée et de l'histoire militaire.
- Portrait de Mme Georges Lebacq, collection particulière[réf. nécessaire].
- Portrait de Mademoiselle Lebacq, Bruxelles, musée royal de l'armée et de l'histoire militaire.
- Portrait de Georges Lebacq (fils) enfant, collection particulière[réf. nécessaire].
- Portrait de Georges Lebacq (fils) enfant (Fusain), collection particulière[réf. nécessaire].
- Portrait d'Henri Lebacq (fils), collection particulière[réf. nécessaire].
- Portrait du peintre, collection particulière[réf. nécessaire].

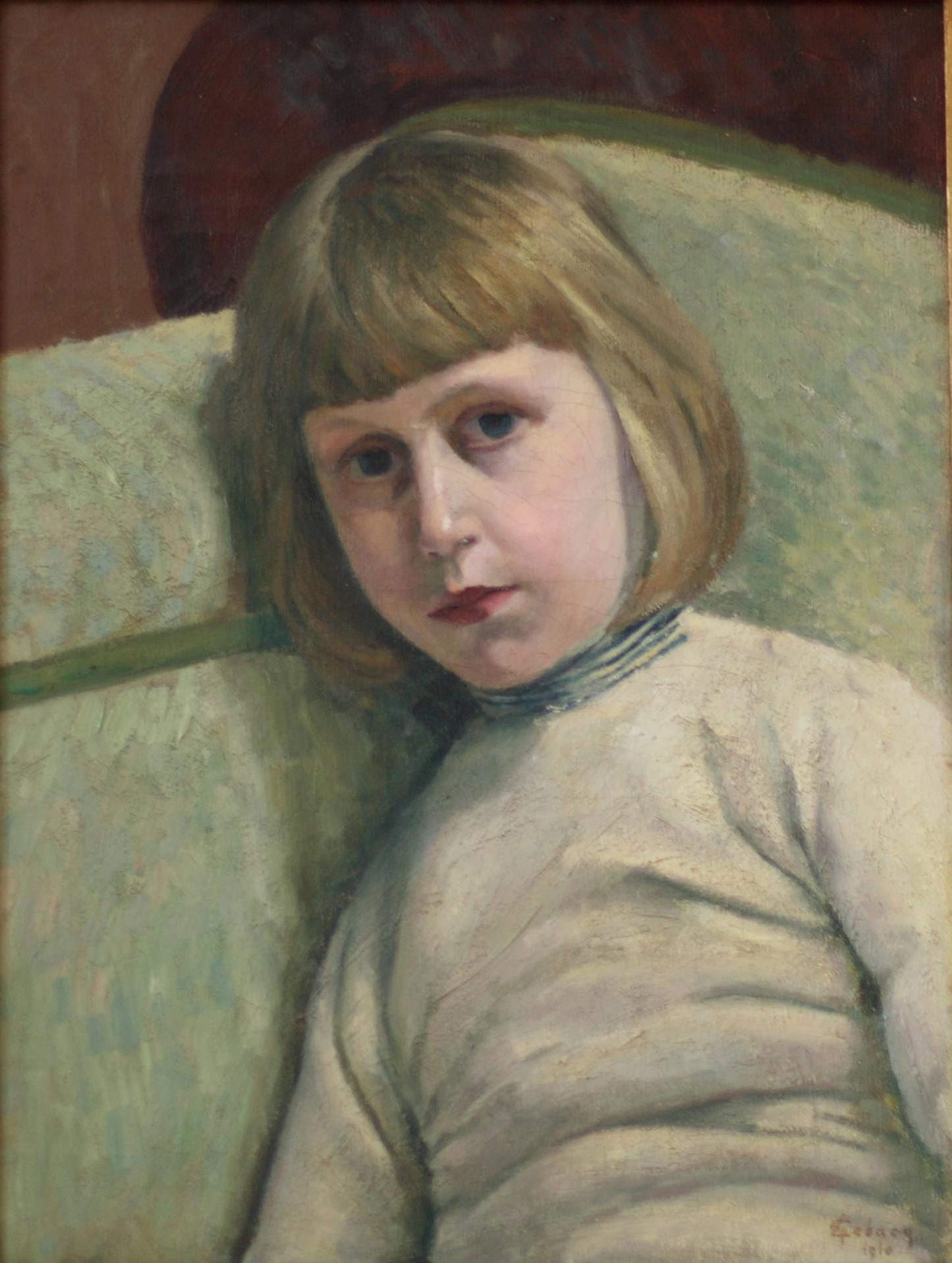
Portrait de Georges Lebacq, fils du peintre (1910), huile sur toile, 48 × 36 cm, collection particulière.
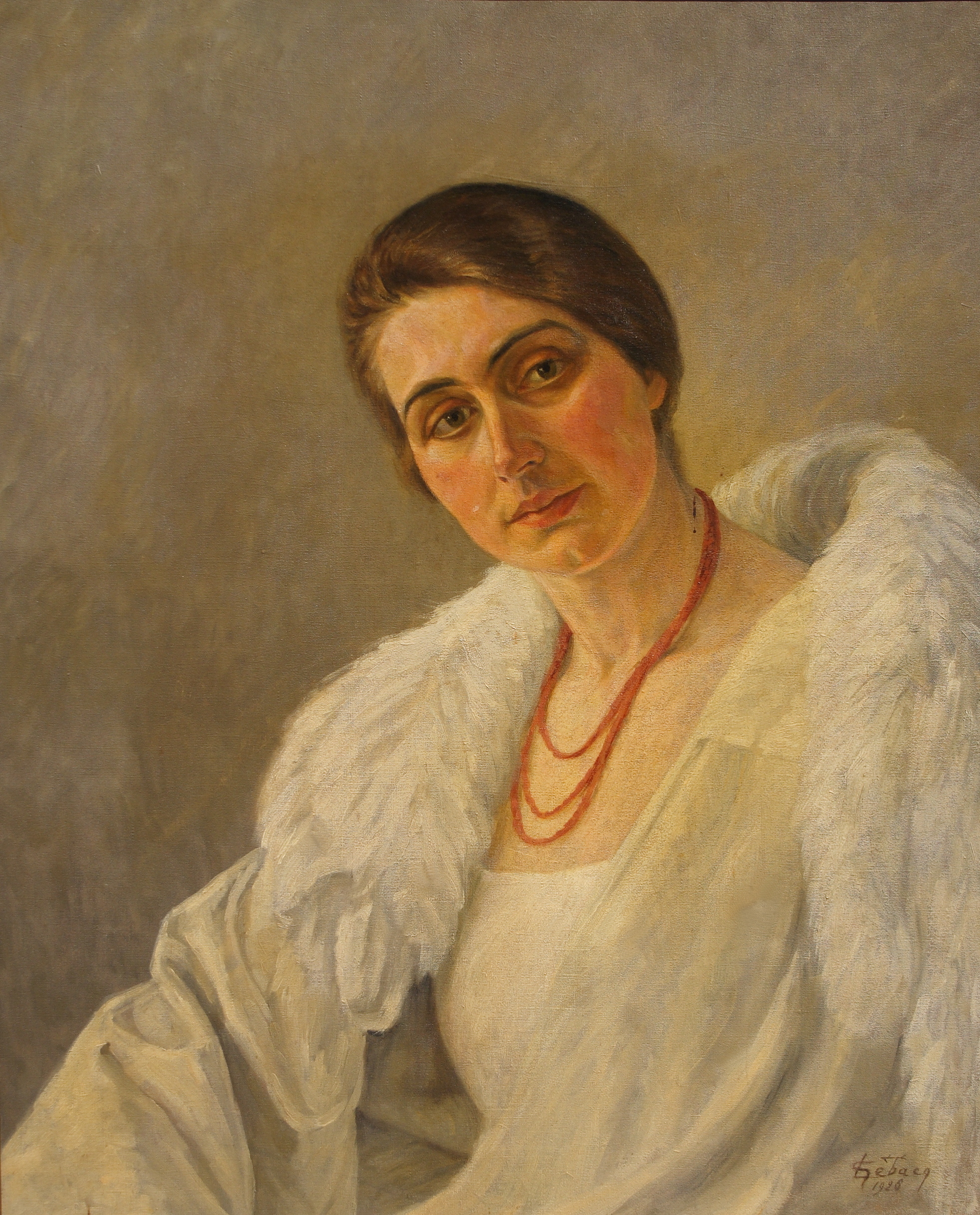
Mlle H. Lebacq (1926), huile sur toile, 73 × 60 cm, Bruxelles, musée royal de l'armée et de l'histoire militaire.

### Fresque
- Les Fleuves, pour l'Exposition universelle de 1937 à Paris, pavillon de la Ville de Paris (musée d'art moderne).

### Illustrations
- Contes à la Nichée de Hubert Stiernet, 1909.
- Petits Contes en sabot de Louis Delattre, 1923.
- Sur la Route de Jérusalem de Clément Teulières, 1934.

### Publications
Deux recueils de poésies hermétiques en prose et de contes poétiques : 
- Nuits Subversives, 1897 ;
- Irrésolvables, 1899.

## Expositions
- Salon de l'Association des beaux-arts de Cannes, 1911.
- Salon triennal de Bruxelles, 1914.
- Exposition des œuvres du peintre Georges Émile Lebacq, galerie du Journal, Paris, 1923.
- Salon des artistes français, chaque année de 1920 à 1935.
- Exposition des œuvres du peintre Georges Émile Lebacq, galerie d'art, Bruxelles, 1928.
- Exposition rétrospective des œuvres du peintre Georges Émile Lebacq, galerie Véronèse, Paris, 1955.
- Exposition rétrospective des œuvres du peintre Georges Émile Lebacq, musée des beaux-arts de Mons, 1957.
- Exposition rétrospective des œuvres du peintre Georges Émile Lebacq, Centre d'art de l'ancienne synagogue, La Ferté-sous-Jouarre, du 18 septembre au 8 novembre 2009.
- C'était t'en souviens-tu… à Cagnes, Cagnes-sur-Mer, château-musée Grimaldi, du 25 juin au 5 septembre 2011.